# Qəpik
El qəpik (pronunciado [ɡæˈpic]) es una unidad monetaria de Azerbaiyán, equivalente a 1⁄100 del manat azerbaiyano. La redenominación del manat en 2006 introdujo monedas de 1, 3, 5, 10, 20 y 50 qəpik en circulación.
Las monedas de 1, 3 y 5 qəpik están hechos de acero recubierto de cobre. Los de 10 y 20 qəpik son de acero recubierto de latón, y el de 50 qəpik es bimetálico.
La palabra qəpik se deriva de la palabra rusa kopek (копе́йка) (de копьё, "lanza"), que fue una moneda rusa desde la época de Iván el Terrible en el siglo XVI, y ahora es la subunidad monetaria del rublo ruso, la grivna ucraniano, el rublo bielorruso y el rublo transnistrio.